# Prodotto interno lordo potenziale
Il Prodotto interno lordo potenziale (potential GDP in inglese), è il livello di PIL massimo raggiungibile stabilmente da un sistema economico. Corrispondentemente, la crescita potenziale del PIL è quella raggiungibile stabilmente nel lungo periodo. 

## Limiti alla crescita
I vincoli naturali (fisici, ecc.) e istituzionali impongono limiti alla crescita.
Se il PIL reale aumenta e raggiunge un valore superiore al PIL potenziale, allora, in un'economia di libero mercato (vale a dire in assenza di controlli sui salari e sui prezzi), l'inflazione tende ad aumentare, poiché la domanda di fattori di produzione supera l'offerta di questi ultimi. Ciò è dovuto al fatto che vi sono dei limiti al numero di lavoratori disponibili e al loro tempo di lavoro, così come alle dotazioni di capitale e di risorse naturali; sono inoltre soggette a limiti la tecnologia disponibile e la nostra capacità gestionale. Graficamente, l'aumento del PIL oltre il limite naturale può essere visto come uno spostamento, sulla curva del costo medio, del volume della produzione al di sopra della quantità ottimale. Simmetricamente, se il PIL reale è al di sotto del PIL potenziale, l'inflazione tende a rallentare, poiché i produttori abbassano i prezzi per vendere più prodotti, sfruttando la loro capacità produttiva in eccesso.

## Stima del prodotto potenziale
Esistono diversi metodi per stimare il prodotto potenziale, ma generalmente si fa ricorso a tecniche econometriche per individuare il trend sottostante alla crescita del prodotto effettivo, in modo da eliminare le fluttuazioni dovute ai cicli economici.